# Cape Cobras
Die Cape Cobras waren ein südafrikanisches Cricketteam. Sie entstanden 2004 aus den vorherigen Provinzteams Boland und Western Province und nahmen an verschiedenen nationalen Cricketwettbewerben, wie  Currie Cup, One-Day Cup und Ram Slam T20 Challenge teil. Als Western Province Boland gegründet, wurde das Team seit 2005 mit dem heutigen Namen bezeichnet und hatte zwei Heimatstadien: das Newlands Cricket Ground in Kapstadt und das Boland Park in Paarl. Nach dem Ende der Saison 2020/21 wurde das Franchise im Rahmen der Reform des südafrikanischen Crickets aufgelöst.

## Currie Cup
Den Cobras gelang es den südafrikanischen First-Class-Wettbewerb, den Currie Cup, viermal zwischen 2009/10 und 2013/14 zu gewinnen gewinnen.

## One-Day Cup
Den südafrikanischen List A-Wettbewerb, den One-Day Cup, konnten die Cape Cobras jeweils zweimal alleinig und zweimal geteilt gewinnen.

## Ram Slam T20 Challenge
Den Twenty20-Wettbewerb Südafrikas konnten sie insgesamt dreimal gewinnen.
| Jahr    | Spiele | Siege | Niederlagen | No Result | Endplatzierung (Vorrunde) |
| ------- | ------ | ----- | ----------- | --------- | ------------------------- |
| 2005/06 | 5      | 3     | 2           | 0         | Finale (3/6)              |
| 2006/07 | 5      | 3     | 2           | 0         | Finale (2/6)              |
| 2007/08 | 6      | 5     | 0           | 1         | Halbfinale (1/6)          |
| 2008/09 | 5      | 2     | 2           | 1         | Sieger (3/6)              |
| 2009/10 | 5      | 2     | 3           | 0         | Halbfinale (4/6)          |
| 2010/11 | 5      | 3     | 2           | 0         | Sieger (3/6)              |
| 2011/12 | 12     | 5     | 6           | 1         | Vorrunde (5/7)            |
| 2012/13 | 10     | 2     | 8           | 0         | Vorrunde (6/6)            |
| 2013/14 | 10     | 8     | 2           | 0         | Halbfinale (1/6)          |
| 2014/15 | 10     | 8     | 1           | 1         | Sieger (1/6)              |
| 2015/16 | 8      | 5     | 3           | 0         | Halbfinale (2/6)          |
| 2016/17 | 10     | 3     | 4           | 3         | Vorrunde (4/6)            |
| 2017/18 | 10     | 5     | 4           | 1         | Halbfinale (3/6)          |
| 2018/19 | 10     | 5     | 4           | 1         | Halbfinale (3/6)          |
| 2020/21 | 5      | 1     | 4           | 0         | Vorrunde (5/6)            |

## Champions League Twenty20
Die Cape Cobras konnten sich über die Ram Slam T20 Challenge für die Champions League Twenty20 qualifizieren.
| Jahr | Spiele | Siege | Niederlagen | No Result | Endplatzierung (Vorrunde) |
| ---- | ------ | ----- | ----------- | --------- | ------------------------- |
| 2009 | 6      | 4     | 2           | 0         | Halbfinalist (1/3)        |
| 2011 | 4      | 1     | 2           | 1         | Vorrunde (4/5)            |
| 2014 | 4      | 1     | 3           | 0         | Vorrunde (4/5)            |

## Erfolge

### First Class Cricket
Gewinn des Currie Cups (5): 2009/10, 2010/11, 2012/13, 2013/14

### One-Day Cricket
Gewinn des One-Day Cup (2+2 geteilt): 2006/2007, 2011/2012 2012/2013 (geteilt), 2013/2014 (geteilt)

### Twenty20
Gewinn des Ram Slam T20 Challenge (3): 2008/09, 2010/11, 2014/15

## Sonstiges
Benannt wurde das Team nach der Kapkobra.